# Discharge
Discharge, brittiskt kängpunk-band från Stoke-on-Trent, bildat 1977, ofta hyllat som uppfinnare av kängpunken.
Bandet bildades av bröderna "Tezz" och "Bones" Roberts. Namnet på bandet valdes för att det kan anses stötande. Till en början spelade bandet vanlig engelsk punk från slutet av 1970-talet, men i början 1980-talet införde de D-takten (D som i Discharge) till punken och allting kom att förändras. Som fanbärare för en ny punkvåg som var betydligt mer underground släppte bandet singeln Realities of War. Bandets texter har ofta ett krigs-/samhällskritiskt tema och skildrar en mörk samtid, ofta för samhällets utsatta. Bandet har splittrats periodvis men alltid återbildats efteråt. Medlemmarna har kommit och gått under en lång tid.
Senaste återföreningen skedde 2003, med Rat från The Varukers på sång, då Cal vägrade spela live igen.

## Medlemmar
Nuvarande medlemmar
- Royston "Rainy" Wainright – gitarr (1977), basgitarr (1977–1987, 2001–)
- Anthony "Bones" Roberts (även i Broken Bones) – giitarr (1977–1982, 2001–)
- Terence "Tezz" Roberts – sång (1977), trummor (1977–1980, 2001–2006), gitarr (2014–)
- David "Proper" Caution – trummor (2006–)
- Jeff "J.J." Janiak – sång (2014–)

Tidigare medlemmar
- Nigel Bamford – basgitarr (1977, 2001)
- Anthony "Akko" Atkinson – trummor (1977)
- Kelvin "Cal" Morris – sång (1977–1987, 1991–1999, 2001–2003)
- David "Bambi" Ellesmere – trummor (1980–1981)
- Garreth "Garry" Maloney – trummor (1981–1984, 1986–1987, 1991–1995)
- Peter "Pooch" Purtill – gitarr (1982–1984)
- Leslie "The Mole" Hunt – gitarr (1984–1986)
- Stephen "Fish" Brooks – gitarr (1986–1987)
- Andrew "Andy" Green – gitarr (1990–1995)
- Anthony "Jake" Morgan – basgitarr (1990–1995)
- Nicolas "Nick" Bushell – basgitarr (1995–1999)
- David "Davey" Quinn – basgitarr (2003)
- Anthony "Rat" Martin – sång (2003–2014)

Mest nämnvärt är sångaren Kelvin "Cal" Morris - som tillsammans med "Bones" och "Rainy" utgjort de mest kända sättningarna; och trummisar som Dave "Bambi" Ellesmere och Garry Maloney.

## Diskografi

### Studioalbum
- 1981 – Why?
- 1982 – Hear Nothing See Nothing Say Nothing
- 1986 – Grave New World
- 1991 – Massacre Divine
- 1993 – Shooting Up the World
- 2003 – Discharge
- 2008 – Disensitise
- 2016 – End Of Days

### Samlingsalbum
- 1984 – Never Again
- 1986 – 1980-1986
- 1992 – Protest and Survive
- 1995 – The Clay Punk Singles Collection
- 1997 – Visions of War
- 1992 – Protest and Survive
- 1999 – Anthology: Free Speech for the Dumb
- 1999 – Hardcore Hits
- 2004 – Society's Victims
- 2008 – Far From Gone
- 2011 – War is Hell

### EPs
- 1980 – Realities of War
- 1980 – Fight Back
- 1980 – Decontrol
- 1982 – Never Again
- 1983 – Warning: Her Majestys Government Can Seriuosly Damage Your Health
- 2006 – The Beginning of the End

### Singlar
- 1982 – "State Violence, State Control"
- 1983 – "The Price of Silence"
- 1984 – "The More I See" (både 7" och 12")
- 1985 – "Ignorance"